# E. Holtzmann & Cie.

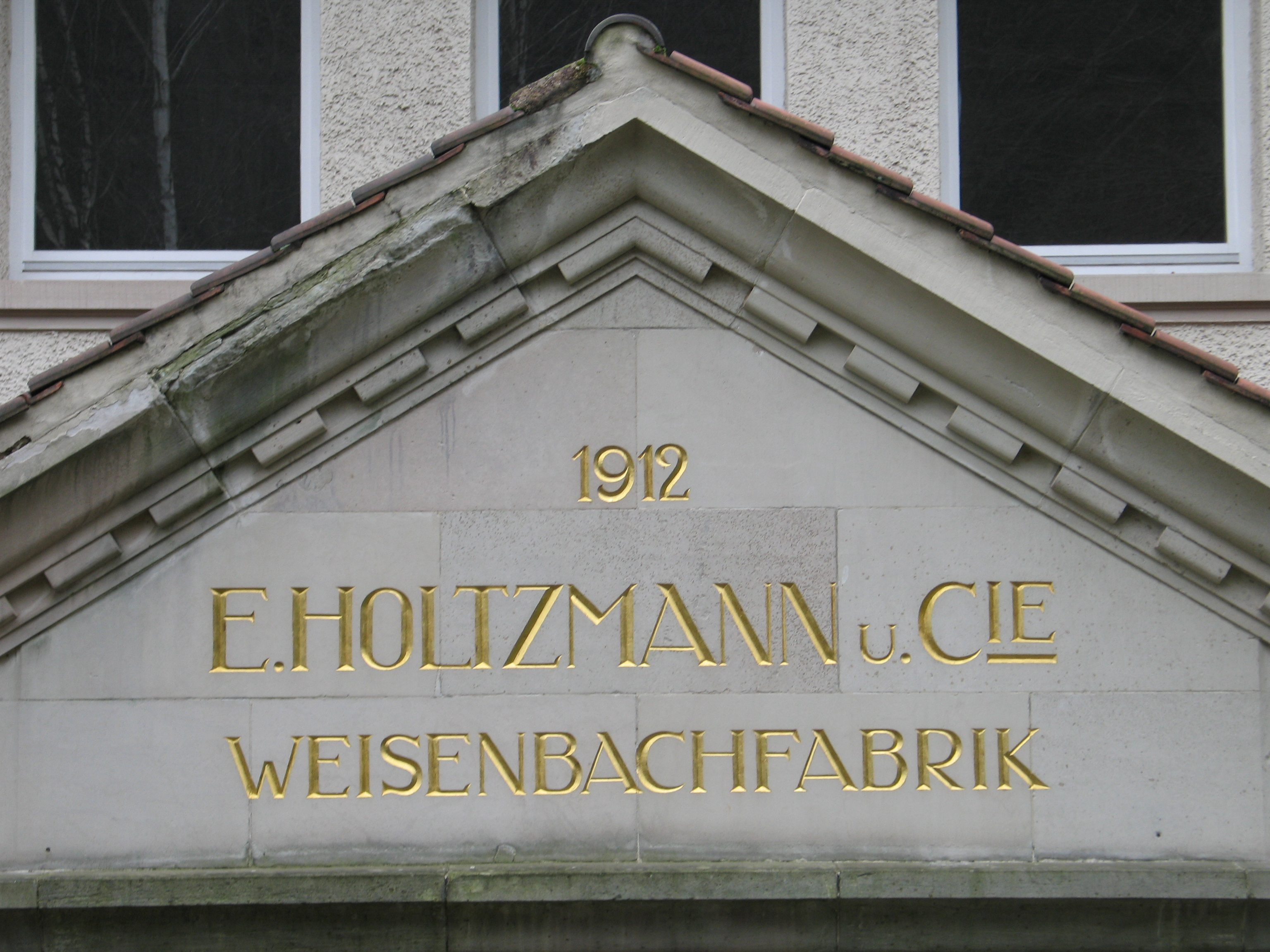
Firmengravur über dem Haupteingang der ehemaligen Hauptverwaltung

Die E. Holtzmann & Cie. AG war einst einer der größten deutschen Papierhersteller mit damaligem Hauptsitz in Weisenbach/Murgtal, Baden-Württemberg.

## Geschichte

### Vorgeschichte
Das mittlere Murgtal im Nordschwarzwald bot, bis unterhalb der Stadt Gernsbach, mit seinen großen Waldvorkommen sowie dem damals Starkwasser führenden Fluss die Voraussetzungen für die Ansiedlung einer großen Anzahl von Holz verarbeitenden Betrieben sowie Pappe- und Papierherstellern. Schon seit Mitte des 16. Jahrhunderts wurden in dieser Region der Holzeinschlag und die Murgflößerei betrieben, die zur Verbringung von Holz – gebunden zu Flößen – für den Schiffbau in Holland benötigt wurde.

### 1883–1914
Als einer der Urheber der Kernzelle dieser Schlüsselindustrie im Murgtal kann der Karlsruher Eugen Holtzmann bezeichnet werden. Er gründete zusammen mit August Fischer und Johannes Dorn, der 1886 durch Wilhelm Oechelhäuser abgelöst wurde, am 1. Mai 1883 die E. Holtzmann & Cie. oHG. Im Jahre 1886 begann man mit der Herstellung von Holzschliff. Schon im Folgejahr 1887 wurde die Papierproduktion aufgenommen. Der erste Spatenstich für das Murgtal-Werk Wolfsheck erfolgte 1905. Im Jahre 1907 wurde in Wolfsheck das erste Zeitungsdruckpapier aus 100 % Holzschliff produziert. Der Baubeginn der neuen Hauptverwaltung Breitwies fand 1912 statt.

### 1922–1945
Die Holtzmann oHG wurde im Inflationsjahr 1922 in eine Aktiengesellschaft umgewandelt. Es wurden nur Aktien in Form von vinkulierten Namensaktien an Familienmitglieder und Verwandte der drei Unternehmensgründer ausgegeben. Das Gesellschaftskapital betrug 40 Millionen Papiermark. Dies entsprach nach der Währungsreform von 1924 einem Wert von etwa 4,2 Millionen Reichsmark.

### 1997
Im Jahr 1997 übernahm der finnische Konzern Enso Oy das Unternehmen, an dem zuvor die WAZ-Mediengruppe Hauptaktionär gewesen war.

## Werke

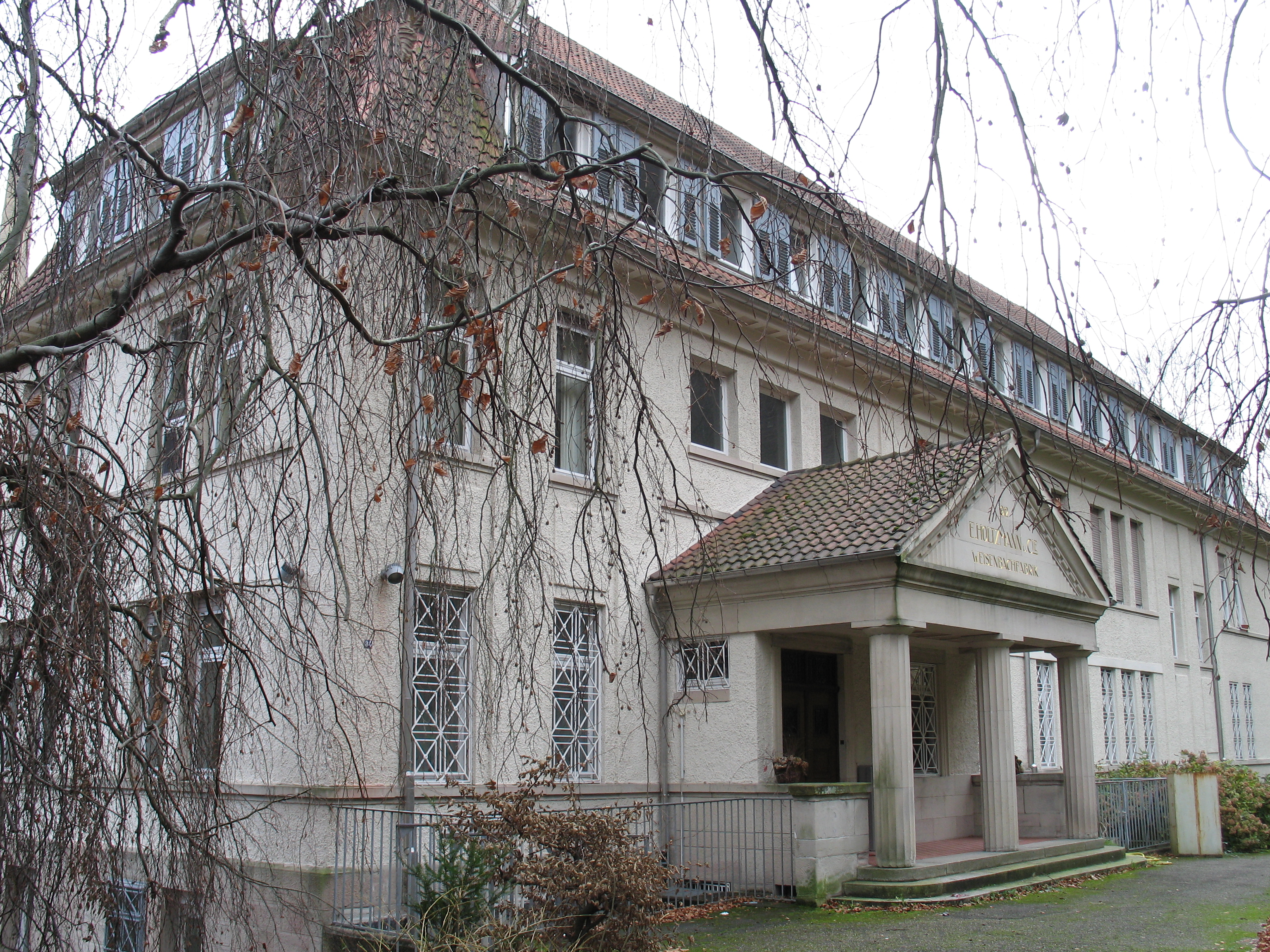
Seitenansicht der Hauptverwaltung in Weisenbachfabrik

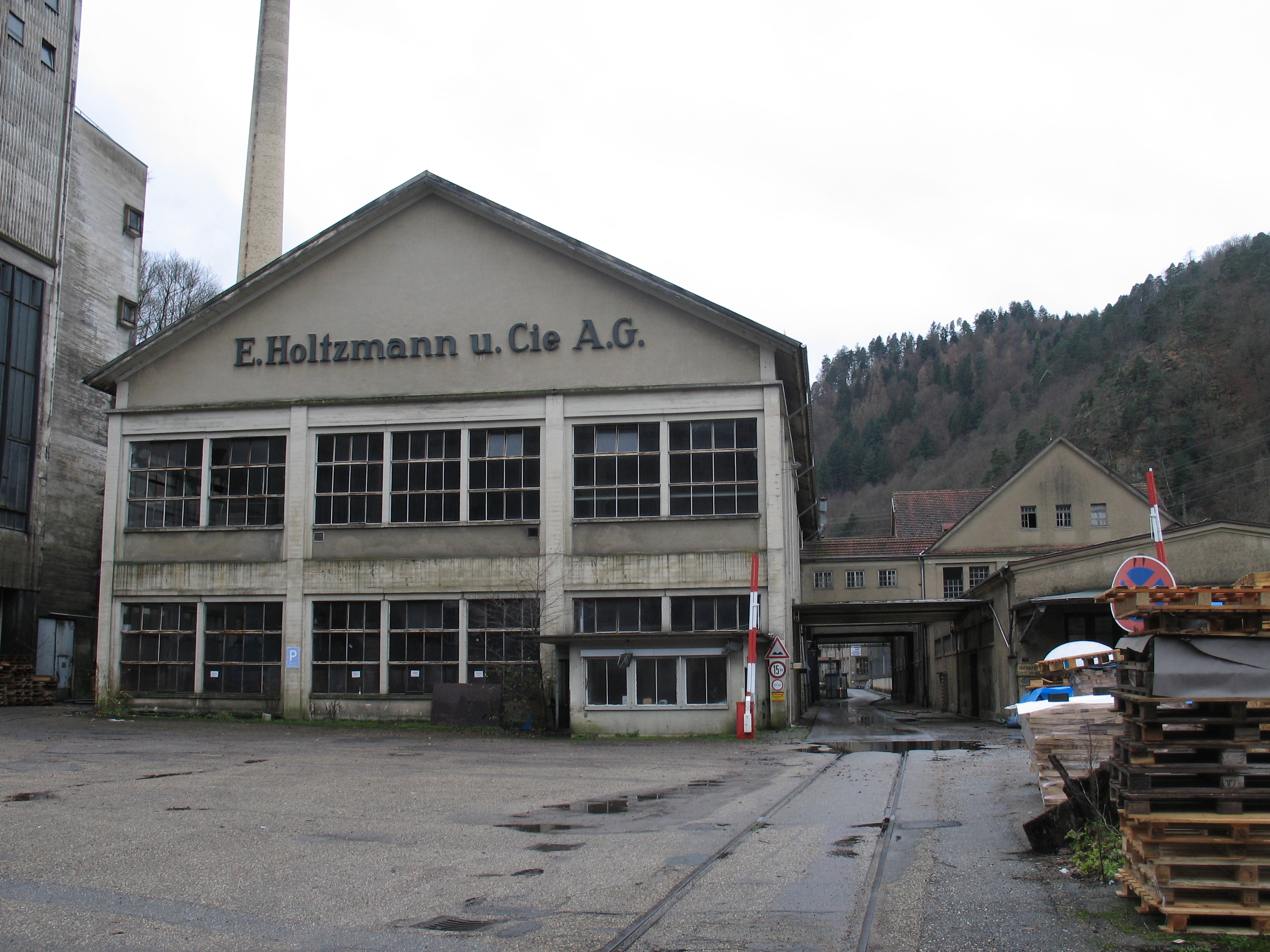
Teilansicht Hauptwerk Breitwies

Innerhalb des weitläufigen Murgtal-Areals „Weisenbachfabrik“ – welches sich über vier verschiedene Gemarkungen erstreckte – waren folgende Gebäudekomplexe angesiedelt:
- Erste Hauptverwaltung – später Vorstand und Geschäftsleitung Emisau – links der Murg (Gemarkung Au im Murgtal)
- Personalabteilung und Zentraleinkauf – links der Murg (Gemarkung Au im Murgtal)
- Hauptverwaltung Weisenbachfabrik – links der Murg (Au im Murgtal)
- Komplex Fahrbereitschaft und EDV – rechts der Murg (Gemarkung Langenbrand)
- Komplex Casino und Kantine – rechts der Murg (Gemarkung Langenbrand)
- Komplex Versandbüro und Elektrowerkstatt – rechts der Murg (Gemarkung Langenbrand)
- Neu Kraftzentrale – rechts der Murg (Gemarkung Langenbrand)
- Werk Breitwies – rechts der Murg (Gemarkung Langenbrand)
- Wohnsiedlung Neudorf für Holtzmann-Arbeiter – rechts der Murg (Gemarkung Weisenbach)
- Werk Schlechtau – rechts der Murg (Gemarkung Weisenbach)

Zu dem Areal gehörte außerdem das Aquädukt über die Murg.
Außerdem gab es noch folgende Außenwerke:
- Murgtal-Außenwerk Wolfsheck (Gemarkung Langenbrand)
- Werk Karlsruhe-Maxau
- Werk Ettlingen – Ettlingen-Maxau Papier- und Zellstoffwerke AG
- Außenlager Marienheide, Nordrhein-Westfalen